# Iglesia de Santiago (Cáceres)
La iglesia de Santiago de los Caballeros es un templo parroquial católico de origen medieval ubicado en la ciudad española de Cáceres. Pertenece al barrio de Santiago, al que da nombre, dentro del distrito Centro-Casco Antiguo, y forma parte del patrimonio histórico de los Extramuros de Cáceres.
Era una de las cuatro parroquias históricas que existían en la ciudad hasta el siglo XIX, junto con las de Santa María, San Mateo y San Juan. En 1949, el templo fue declarado Bien de Interés Cultural como parte integrante del conjunto histórico de Cáceres.

## Historia
Algunos documentos sitúan el origen de este templo en el siglo XII, aunque los restos primeros que se conservan deben fecharse bastante más tarde, en el siglo XIV.
Dos siglo más tarde, ya en pleno renacimiento (siglo XVI), el maestro Rodrigo Gil de Hontañón se haría cargo de su restauración, incorporándose en este tiempo elementos constructivos y estéticos propios de la época. De ese momento son algunos de sus aspectos más destacables como son su espléndida capilla mayor o la sacristía.

## Iglesia

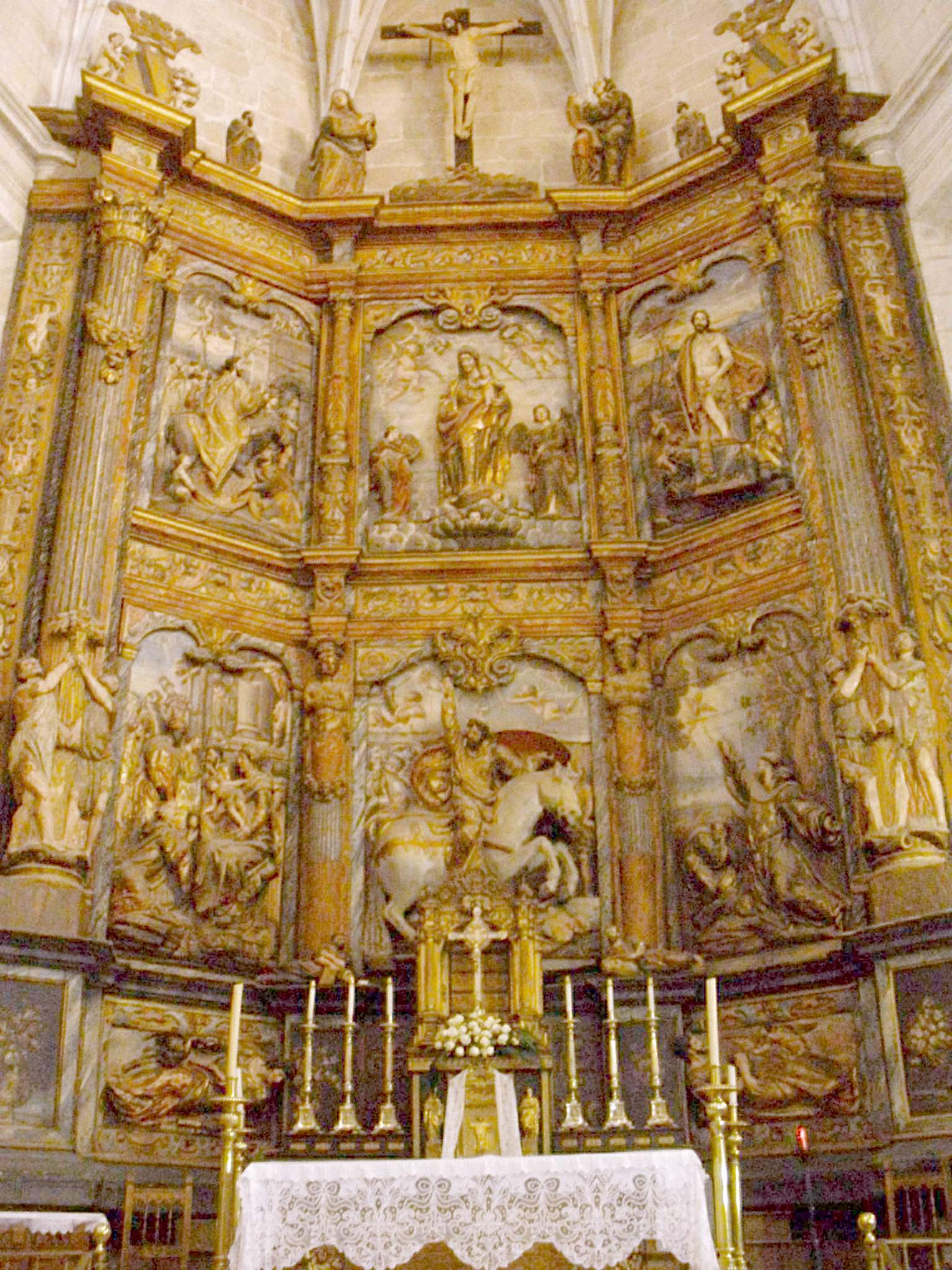
Retablo mayor

Es esta una iglesia de una sola nave muy amplia, que en la zona más próxima a la cabecera presenta algunas capillas adosadas con enterramientos.
Exteriormente lo primero que sorprende en ella, sin duda, es la singular solución constructiva que muestran sus enormes y altos contrafuertes con medallones en su frente, algunos de los cuales - los más próximos a las puertas de entrada - descansan sobre unas muy gruesas columnas de fuste estriado que aparecen exentos, unidos a la iglesia por recios arcos de medio punto.
Dos son sus puertas de acceso, situadas enfrentadas entre sí y ubicadas cercanas a los pies del templo, una abierta en el muro de la Epístola y la otra en el muro del Evangelio. Ambas se abren en arco apuntado que se muestran al exterior con arquivoltas, enmarcadas por alfiz y bajo grandes escudos de factura renacentista.

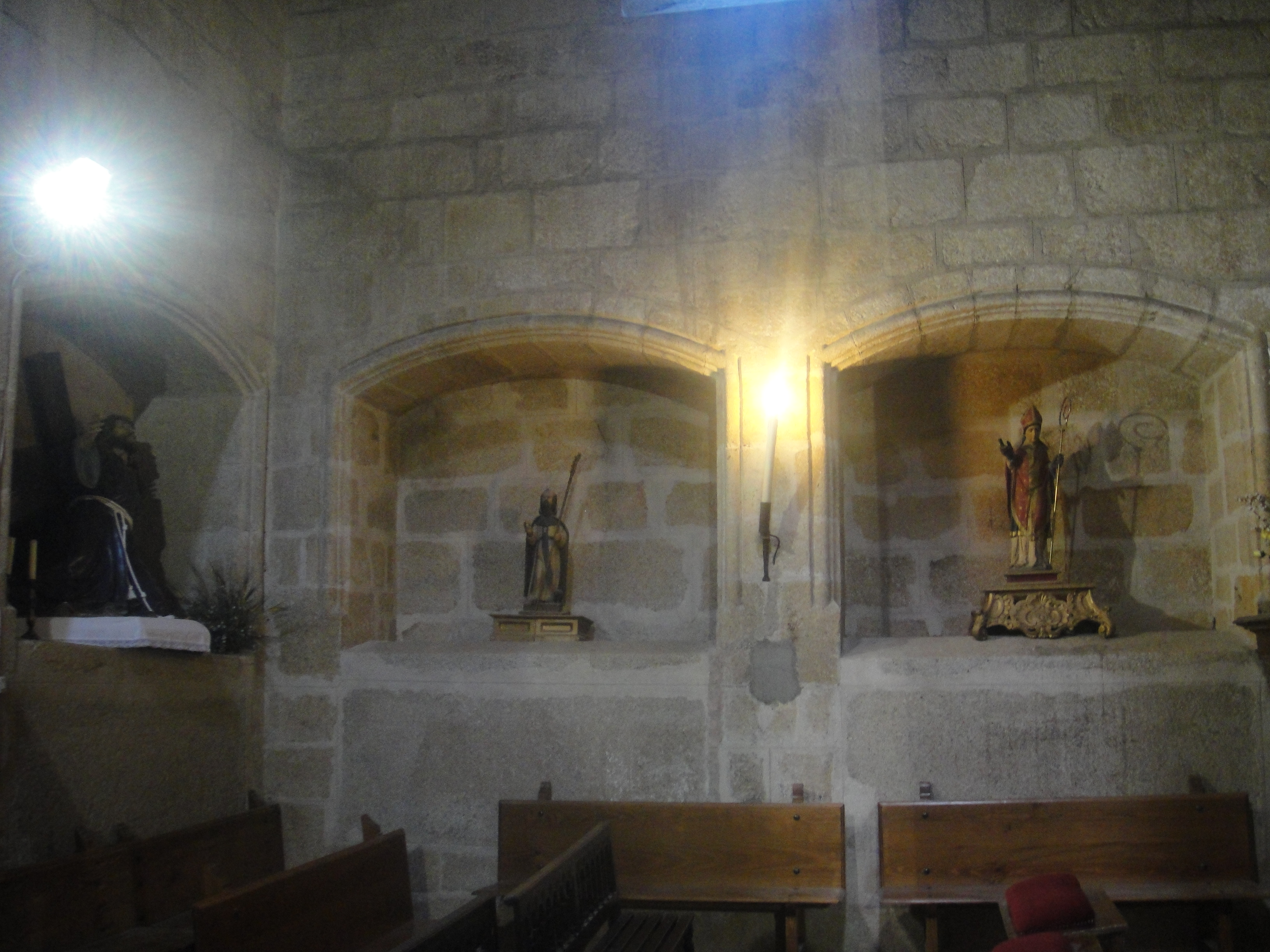
Capilla

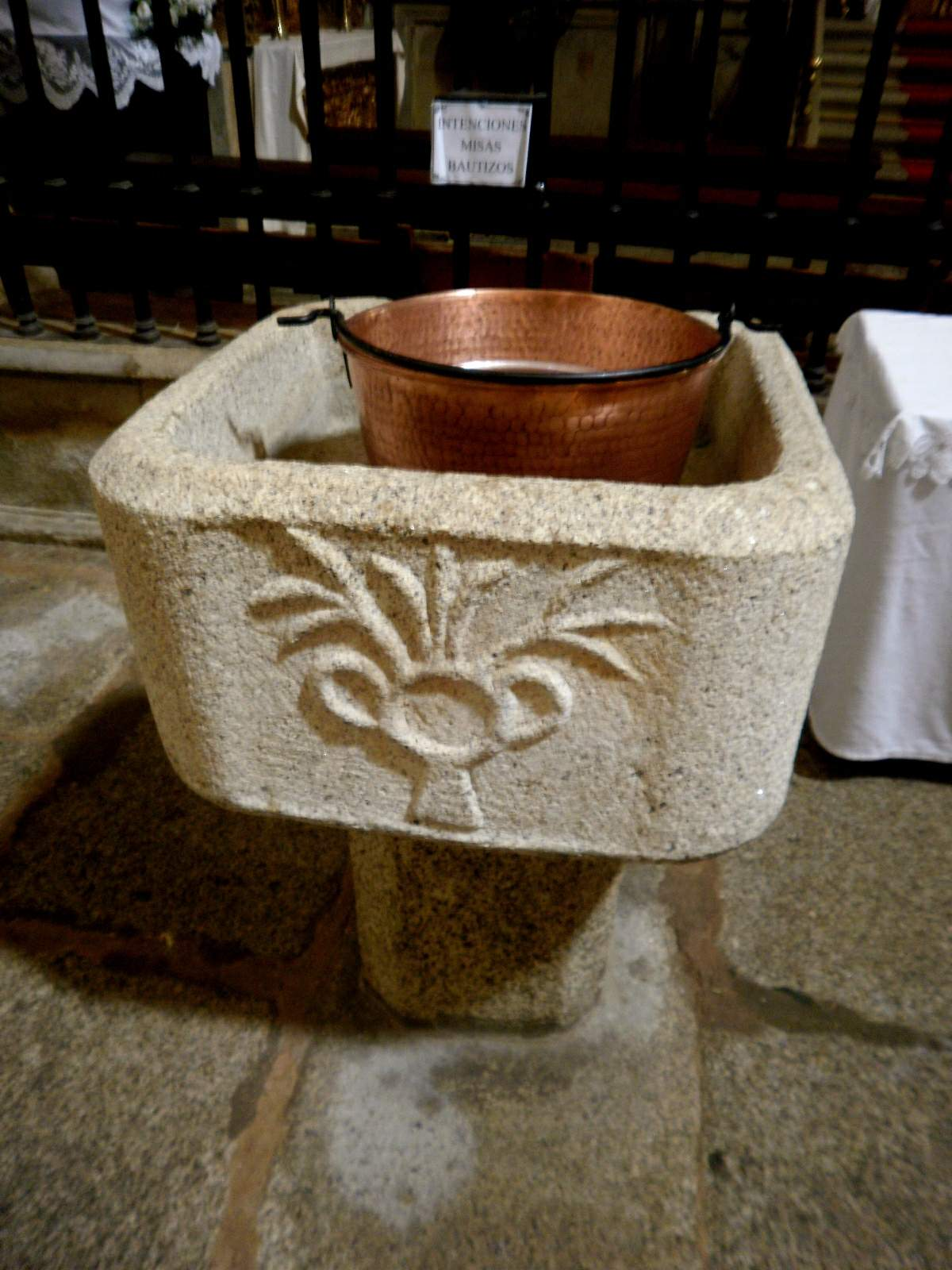
Pila bautismal

De su estructura interior destacan las bóvedas de crucería, el amplio coro alto ubicado a los pies y su notable capilla mayor, obra de varios arquitectos, aunque su impronta lo debe a Gil de Hontañon, que comenzaría su ejecución en la segunda mitad del siglo XVI y que por diferencias con su benefactor dejó sin terminar, haciéndose cargo entonces de la misma el arquitecto de Trujillo Sancho Cabrera.
En cuanto a sus bienes mobiliarios hay que hacer mención especial a su artístico e importante retablo mayor, realizado en madera tallada y policromada por Alonso Berruguete, uno de los más destacados escultores manieristas españoles. Este retablo aparece montado sobre el testero del ábside de la iglesia, que se cierra al resto del templo a través de una hermosa reja de factura renacentista realizada en Peñaranda por el rejero Francisco Núñez en la segunda mitad del siglo XVI.
El retablo fue encargado a Berruguete en 1557, siendo así una de las últimas de este artista -falleció en 1561-, natural de Paredes de Nava y afincado en Valladolid, donde lo realizó aún dejándolo inconcluso a su muerte, siendo acabado por sus discípulos en 1565. Quedó instalado en esta iglesia unos años más tarde, en 1570, tras un traslado accidentado desde Valladolid en el que sufrió considerables daños a causa de la lluvia, que hizo muy difícil su ensamble final.
Destacan en él las figuras en altorrelieve y casi exentas de los fondos pintados a modo de escenario. Dispuesto en tres calles verticales mediante columnas, muestra seis grandes espacios en los dos cuerpos superiores, quedando presidido en la calle central por una imagen de la Virgen con el Niño rodeados de ángeles en el cuadro superior y por el titular del templo, Santiago, que aparece a caballo guiando a los soldados cristianos en la lucha contra el infiel.
Entre el resto de tallas de gran valor que se guardan en esta iglesia se cita aquí algunas como son la talla de Nuestra Señora de la Esclarecida, obra del siglo XV y el Cristo de los Milagros o de las Indulgencias, de la misma centuria.

## Parroquia
Es una de las parroquias de la ciudad, perteneciente a la diócesis de Coria-Cáceres. Pertenece a esta parroquia la ermita nueva de San Marcos (San Marquino), que da nombre al barrio homónimo.

## Hermandades
Es la sede canónica de las cofradías de Nuestro Padre Jesús Nazareno y Nuestra Señora de la Misericordia, y de la Sagrada Cena, dentro de la Semana Santa de Cáceres.
Sus imágenes titulares se muestran en su interior: las de la Hermandad del Nazareno en pequeños altares laterales, y las de la Sagrada Cena con todas sus imágenes expuestas a los pies de la iglesia, alrededor de una mesa, bajo las bóvedas que sostienen el coro alto.
De la imagen de Jesús Nazareno, que procesiona en la madrugada del Viernes Santo, hay que decir que fue adquirida por la Cofradía en el año 1609 al imaginero y escultor Tomás de la Huerta, y que porta una valiosa cruz de carey con remates de plata en las aristas y azucenas de plata en las puntas, obra de los talleres de Pedro Barrés de Sevilla de 1765.